# Domokos Lajos (újságíró)
Domokos  Lajos, névváltozat: Kabai Domokos Lajos (Kaba, 1951. október 15. –) magyar újságíró, szervezeti kommunikációs szakértő és oktató, a Bekiáltás blog szerzője.

## Tanulmányok
Debrecenben, a Fazekas Mihály Gimnázium francia tagozatának elvégzése (1970) után a Magyar Újságírók Országos Szövetsége Bálint György Újságíró Iskola gazdaság-politikai szakán 1974–1976 között szerzett újságírói oklevelet, majd a Kossuth Lajos Tudományegyetemen 1982-ben középiskolai orosz nyelv- és irodalomtanári diplomát.

## Szakmai tevékenysége
Újságírói pályáját a Hajdú-bihari Napló Szerkesztőségében kezdte (1970–1977), majd a Magyar Televízió Híradó debreceni tudósító irodájának szerkesztő-riportere (1977–1981) lett. 1981–1986 között Budapesten, az MTV vidéki tudósítói osztályvezetőjeként, adásszerkesztőként, műsorvezetőként dolgozott. A Heti Budapest főszerkesztője volt 1989–1991 között. Vezető szerkesztője az Üzlet című gazdasági napilapnak (1991–1992), a Boom című folyóiratnak (1992–1993). Ezekkel párhuzamosan kisebb lapokat szerkesztett: Kabai Újság (1979–1981, utódja a Kabai Hírmondó), Lovas Magazin magánlovas rovat (1984–1988), Útlevél idegenforgalmi szaklap (1991), Vasutas Hírlap (1994–2002). Tagja a Magyar Újságírók Országos Szövetségének (1970-től), 2009-től megszűnéséig a Nemzeti Média Kerekasztal ügyvivőjeként tevékenykedett.
Szervezeti kommunikációs szakemberként először a Mezőgazdasági és Élelmezésügyi Minisztérium sajtóirodáját vezette 1986–1989 között. 1989-ben tagja volt a Budapest főváros nyílt tájékoztatás-politikájának elveit kidolgozó munkacsoportnak. 1989 és 1994 között szakértőként vett részt választási kampányok szervezésében. A MÁV Rt. közkapcsolati igazgatójaként (1994–2002) a komplex külső- és belső kommunikációs tevékenység megszervezését, reformját irányította. A Magyar Public Relations Szövetség tagjaként a 90-es évek elején tagja volt az akkreditációs vizsgát előkészítő bizottságnak, illetve közreműködött a PR-etika kódex létrehozásában, 2006–2008 között a szövetség etikai bizottságának elnöke volt.
Oktatási tevékenysége 1992-ben a középfokú állami szakvizsgára felkészítő videó-gyártó szakemberképzés jogszabályi hátterének kialakításával, s ezzel párhuzamosan a szerkesztő-riporterek, videó-operatőrök, videó-vágók képzésével foglalkozó Teleschola Televíziós Iskola létrehozásával kezdődött. Az általa irányított, 2012-ig működő iskolában a kommunikációelmélet, a televíziós újságírás, a dramaturgia, a sajtóműfaj-ismeret tárgyakat oktatta, illetve szerkesztői gyakorlatokat vezetett. Felsőfokú képzésben pr-elméleti előadásokat és gyakorlatokat tartott több éven át többek között a Debreceni Egyetemen, a Budapesti Gazdasági Egyetemen, a Budapesti Corvinus Egyetemen, a Forrai Iskolában.

## Könyvek, publikációk
- PRESS – A nyomtatott és az elektronikus újságírás elmélete, gyakorlata (1994, 1996, 1998[9] bővített: 2002)
- Press & pr – A médiatevékenység, a szervezeti és az üzleti kommunikáció alapjai, 2005[10]
- A Nagy PR-könyv sajtó- és médiakapcsolatok fejezet: sajtóismeret, sajtóműfajok, a nyomtatott és az elektronikus újságírás műhelymunkája, televíziós és filmkészítési alapismeretek (2003)[11]
- Hogyan másszunk ki a gödörből? Közgazdászok és vállalati vezetők a gazdasági kibontakozásról (az élelmiszer-gazdasággal foglalkozó interjúk készítője)[12]
- A lovaglás alapjai szakkönyv (1987,[13] 1994, 1999, 2005[14])
- Szociográfiai riportok a Hajdú-bihari Naplóban, az Alföldben, a Forrásban (1970-es évek), a média helyzetével, a kormányzati kommunikációval, a parlamenti pártok médiapolitikájával kapcsolatos cikkek, elemzések (Népszabadság, Médiafüzetek, PR-Herald, Acta Academiae Pedagogicae Agriensis), a Bekiáltás blogban, az Eszmélet folyóiratban a középkelet-európai térséggel, Oroszországgal kapcsolatos geopolitikai elemzések, a magyar történelem eseményeinek geopolitikai összefüggésekben való taglalása, a magyarországi belpolitikai jelenségek történelmi-gazdasági, térségi összefüggésekben való bemutatása, a magyar médiahelyzet ellentmondásainak eseti feltárása  (2013-tól)

## Pr- és természetfilm-forgatókönyvek
- Kombinált ciklusú erőművek, 1984, rendező-operatőr: Katona Miklós (Megrendelő: Transelektro Magyar Külkereskedelmi Vállalat)
- Kabai évszakok, 1986, rendező-operatőr: Zoltai Károly (Vörös Csillag Mgtsz története, országos hírű gazdasággá fejlődése)
- Biharország – Madárparadicsom, 2011, Biharország – Vizes élőhely a pusztán, 2012, rendező-operatőr: Karácsony Sándor
- Helyi természetvédelmi területek – Duna-Tisza köze, Északi-középhegység, 2014, rendező-operatőr: Karácsony Sándor
- Helyi természetvédelmi területek – Borsod-Abaúj-Zemplén megye, 2014, rendező-operatőr: Karácsony Sándor
- Hungarikum a pusztán – Szomor Ökogazdaság, 2014, rendező-operatőr: Karácsony Sándor
- Rejtett tájakon – Budapest helyi védett területei, 2015, rendező-operatőr: Karácsony Sándor
- Újjáéled a vizek világa, Magyarország, 2015 (A Milánói Expo hivatalos filmje), rendező-operatőr: Karácsony Sándor
- Pytheas, Míves könyvek műhelye, 2017, rendező-operatőr: Karácsony Sándor
- Természetesen Magyarországról (Naturally from Hungary – magyar haszonállatok természetes tartása), 2017, rendező-operatőr: Karácsony Sándor

## Díjak, kitüntetések
- MTV Nívódíjak portré- és természetfilmekért (1978, 1979, 1982)
- Vasút Szolgálatáért arany fokozat (2001)